# Mercedes-Benz Classe CLC
A Classe CLC é um coupé da Mercedes-Benz.

## Origem
Na verdade o CLC é uma reestilização do Classe C Sports Coupé, da geração de 2000 a 2007.

## Destino
A montadora alemã, já para a linha 2011, anunciou a substituição do CLC por uma versão coupé do Classe C, enterrando de vez o único veículo da marca a ser produzido em no Brasil, na fábrica de Juiz de Fora, já que a mesma será voltada para produção exclusiva de caminhões. A unidade fabril de Bremen na Alemanha ficará responsável pela produção do novo modelo, que também trará a nova geração do Classe C para 2013.